# NGC 4012
NGC 4012 is een spiraalvormig sterrenstelsel in het sterrenbeeld Maagd. Het hemelobject werd op 25 maart 1865 ontdekt door de Duitse astronoom Albert Marth.

## Synoniemen
- UGC 6960
- MCG 2-31-6
- ZWG 69.9
- PGC 37686